# Ascheberg (Nadrenia Północna-Westfalia)
Ascheberg – miejscowość i gmina w Niemczech, w kraju związkowym Nadrenia Północna-Westfalia, w rejencji Münster, w powiecie Coesfeld. W 2010 roku liczyła 14 956 mieszkańców.

## Współpraca
Miejscowości partnerskie:
- Buggiano, Włochy
- Rheinsberg, Brandenburgia
- Olszyna, Polska